# Facteur et restaurateur d'instruments traditionnels
La fabrication et la restauration d’instruments de musique traditionnels est un savoir-faire artisanal reconnu par l’Institut National des Métiers d'Art. 
Certains artisans détiennent le label Entreprise du patrimoine vivant pour leur atelier. La pratique est également reconnue par l’Inventaire du patrimoine culturel immatériel en France après une enquête réalisée chez un artisan de Bourgogne, Pascal Cranga, fabricant et restaurateur d’instruments à cordes, mais aussi premier négociant en bois de lutherie à Donzy-le-Pertuis en Bourgogne. 

## Historique
Les instruments traditionnels disparurent pour beaucoup au début du XIXe siècle pour faire place à des sons plus modernes. Ce n’est que dans les années 1970 et notamment grâce à l’arrivée du mouvement folk qu’ils reviennent sur le devant de la scène. Dès lors, le besoin d’artisans maitrisant les techniques de fabrication et de restauration de ces instruments se fit pressant et le métier se développa grandement.

## Culture du bois de lutherie
Le bois destiné à la fabrication d’instruments de musique relève d’essences particulières et subit un traitement spécial. L’arbre est abattu à son état de maturité, c’est-à-dire juste avant la mort naturelle de l’arbre. Il est ensuite débité et mis à sécher. L’arbre sèche entre 15 et 30 ans avant qu’il ne soit disponible pour la fabrication d’instruments. Plus le bois est sec, meilleure est la résonance. Le bois est ensuite préparé, découpé pour les pièces de lutherie, qui seront utilisées dans le même atelier ou revendues à des artisans luthiers et facteurs/restaurateurs d’instruments.

## Savoir-faire de la fabrication et restauration d’instruments
La fabrication ou la restauration de certains instruments nécessitent des connaissances dans les domaines divers et variés : la lutherie bien sûr, mais aussi la sculpture, la marqueterie ou encore le vernissage pour la confection et les décors de l’instrument. 
La restauration implique bien souvent la constitution d’un dossier référence pour l’instrument restauré. Ce dossier sera propre à l’objet et le suivra partout. Il contient l’historique des restaurations passées et actuelles. Toutes les phases de la restauration apparaissent par écrit et en photo.